# Licuefacción directa del carbón
La licuefacción directa del carbón, también conocida como proceso Pott-Broche, es un proceso químico que convierte el carbón directamente en una mezcla de hidrocarburos líquidos denominada "crudo sintético". Aunque existen muchas variantes del proceso, todas coinciden en que primero se disuelve el carbón en un disolvente a alta presión y temperatura y luego se añade hidrógeno para realizar un hidrocraqueo en presencia de un catalizador. El producto obtenido es un crudo sintético que a continuación hay que refinar, consumiendo más hidrógeno.
No debe confundirse con la "licuefacción indirecta", que consiste en generar primero gas de síntesis que luego es convertido en hidrocarburos líquidos mediante una reacción de Fischer-Tropsch.

## Comparación de la licuefacción directa y la licuefacción indirecta
- La licuefacción directa presume de poder alcanzar mayor rendimiento energético (67 % para el proceso LSE) que la vía indirecta (poco más de 50 % para Sasol).
- Sin embargo, cuando se calcula el rendimiento incluyendo la combustión de los productos en motores, se observa que ambos procesos quedan más o menos igualados, al ser de mayor calidad los combustibles Fischer-Tropsch.
- La licuefacción indirecta ha sido operada industrialmente por Sasol desde los años 1950 hasta la actualidad. Por el contrario, la directa no tiene ningún ejemplo actual de planta industrial, datando la más reciente de los años 1940.
- Los productos de la licuefacción directa son altamente aromáticos, lo cual los hace poco adaptados a las especificaciones actuales de los combustibles de automoción. El gasoil de la vía indirecta, por el contrario, tiene la ventaja de ser altamente parafínico y por tanto tener un alto índice de cetano. La gasolina Fischer-Tropsch, por su parte, es olefínica y ello la hace también poco adecuada para los motores, limitando su aplicación a la industria petroquímica.
- Tanto los productos de la licuefacción directa como los de Fischer-Tropsch requieren una etapa de hidrotratamiento para aumentar su calidad a niveles comercializables. En la licuefacción directa el consumo de hidrógeno es mucho mayor y la calidad de los productos obtenidos es menor.
- La gasificación permite separar fácilmente una gran parte del CO2 generado, Ello podría teóricamente hacer posible su captura y secuestro a largo plazo, haciendo compatible este proceso con el Protocolo de Kioto para la reducción de emisiones de gases a efecto invernadero. La licuefacción directa no permite el secuestro de CO2 ni siquiera en teoría.

## Historia
El primero en patentar la licuefacción directa del carbón fue el alemán Bergius en 1913. Este proceso pionero, que no incluía ni hidrógeno ni catalizador, fue industrializado en los años 1920 en Alemania y en los años 1930 en el Reino Unido. Durante la Segunda Guerra Mundial experimentó un gran auge, llegando en 1944 a ser responsable, junto con la vía de la licuefacción indirecta, de la mayor parte del suministro de combustible a las fuerzas armadas alemanas. Tras el final de la guerra, las plantas que no habían sido destruidas por los bombardeos aliados fueron desmanteladas debido a la llegada masiva al mercado de petróleo barato de Oriente Medio. Desde entonces hasta la actualidad se ha realizado un gran trabajo de investigación y desarrollo, siendo el mayor exponente la incorporación del hidrocraqueo catalítico al proceso. Sin embargo, ninguna nueva planta industrial de licuefacción directa ha visto la luz hasta hoy (2006).
Para 2008 se prevé el arranque de la planta de licuefacción directa de Shenhua en Mongolia Interior (China), cuya capacidad anunciada es de un millón de toneladas / año de productos finales (gasoil, gasolina y GPL).